# Дрезденко (гміна)
Гміна Дрезденко (пол. Gmina Drezdenko) — місько-сільська гміна у північно-західній Польщі. Належить до Стшелецько-Дрезденецького повіту Любуського воєводства.
Станом на 31 грудня 2011 у гміні проживало 17619 осіб.

## Площа
Згідно з даними за 2007 рік площа гміни становила 399.90 км², у тому числі:
- орні землі: 25.00%
- ліси: 66.00%

Таким чином, площа гміни становить 32.04% площі повіту.

## Населення
Станом на 31 грудня 2011:
| Опис     | Загалом | Загалом | Чоловіки | Чоловіки | Жінки | Жінки |
| -------- | ------- | ------- | -------- | -------- | ----- | ----- |
| одиниця  | осіб    | %       | осіб     | %        | осіб  | %     |
| все      | 17619   | 100     | 8690     | 49.32    | 8929  | 50.68 |
| міське   | 10565   | 100     | 5113     | 48.40    | 5452  | 51.60 |
| сільське | 7054    | 100     | 3577     | 50.71    | 3477  | 49.29 |

## Сусідні гміни
Гміна Дрезденко межує з такими гмінами: Добеґнев, Дравсько, Звежин, Кшиж-Велькопольський, М'єндзихуд, Санток, Серакув, Сквежина, Старе Курово.